# 29 februarie
ianuarie • februarie • martie  • aprilie  • mai  • iunie  • iulie  • august  • septembrie  • octombrie  • noiembrie  • decembrie

## Evenimente
- 1792: S-a născut Gioacchino Rossini, compozitor italian
- 1960: Un cutremur de 7,6 grade pe scara Richter a distrus total orașul Agadir, Maroc
- 2004: Boniface Alexandre devine președinte al republicii Haiti (2004-2006).

## Nașteri
- 1468: Papa Paul al III-lea (d. 1549)
- 1792: Gioacchino Rossini, compozitor italian (d. 1868)
- 1820: Dimitrie Scarlat Miclescu, om politic român (d. 1896)
- 1836: Pietro Blaserna, matematician și fizician italian, membru de onoare al Academiei Române (d. 1918)
- 1892: Vilmos Apor, episcop catolic, drept între popoare, opozant al fascismului și comunismului (d. 1945)
- 1920: Michèle Morgan, actriță franceză de film (d. 2016)
- 1940: Bartolomeu I, patriarh ecumenic de Constantinopol
- 1952: Gheorghe Duca, academician, președinte al Academiei de Știinte a Moldovei
- 1952: Tim Powers, scriitor american de science fiction și fantezie
- 1960: Khaled (n. Khaled Hadj Ibrahim), muzician, multi-instrumentist, cantautor și cântăreț algerian
- 1968: Adrian Matei, fotbalist român
- 1972: Pedro Sánchez (n. Pedro Sánchez Pérez-Castejón), politician spaniol, prim-ministru al Spaniei
- 1976: Ja Rule, cântăreț american
- 1988: Benedikt Höwedes, fotbalist german
- 1992: Michaela Prosan, actriță română de film și teatru.

## Decese
- 1212: Hōnen, călugăr budist japonez (n. 1133)
- 1868: Ludovic I al Bavariei (n. 1786)
- 1928: Karel Noll, actor ceh (n. 1880)
- 1980: Gheorghe Ștefan, istoric și arheolog român, specialist în istoria veche, membru corespondent al Academiei Române (n. 1899)
- 1980: Yigal Allon, ministru al Israelului (n. 1918)
- 2004: Jerome Lawrence, dramaturg și scriitor american (n. 1915)
- 2020: Éva Székely, sportivă maghiară, laureată olimpic (n. 1927)

## Apariția zilei de 29 februarie de-a lungulsecolului XXI
| duminică               | luni             | marți            | miercuri               | joi              | vineri                 | sâmbătă          |
| ---------------------- | ---------------- | ---------------- | ---------------------- | ---------------- | ---------------------- | ---------------- |
| 2004, 2032, 2060, 2088 | 2016, 2044, 2072 | 2028, 2056, 2084 | 2012, 2040, 2068, 2096 | 2024, 2052, 2080 | 2008, 2036, 2064, 2092 | 2020, 2048, 2076 |

## Sărbători
- In calendarul ortodox: Sfintii Cuviosi Ioan Casian si Gherman